# Buntu Rantemario
Buntu Rantemario är ett berg i Indonesien.   Det ligger i provinsen Sulawesi Selatan, i den centrala delen av landet, 1 500 km öster om huvudstaden Jakarta. Toppen på Buntu Rantemario är 3 478 meter över havet. Buntu Rantemario ingår i Pegunungan Latimojong.
Terrängen runt Buntu Rantemario är huvudsakligen mycket bergig. Buntu Rantemario är den högsta punkten i trakten. Runt Buntu Rantemario är det glesbefolkat, med 19 invånare per kvadratkilometer. I omgivningarna runt Buntu Rantemario växer i huvudsak städsegrön lövskog.